# Lachesilla alpejia
Lachesilla alpejia är en insektsart som beskrevs av Garcia Aldrete 1988. Lachesilla alpejia ingår i släktet Lachesilla och familjen kviststövsländor. Inga underarter finns listade i Catalogue of Life.